# 東経36度線
東経36度線（とうけい36どせん）は、本初子午線面から東へ36度の角度を成す経線である。北極点から北極海、ヨーロッパ、アジア、アフリカ、インド洋、南極海、南極大陸を通過して南極点までを結ぶ。
東経36度線は、西経144度線と共に大円を形成する。

## 通過する地域一覧
東経36度線は、北極点から南極点まで南に向かって以下の場所を通っている。
| 地理座標                                             | 国土・領土・領海           | 備考                                                      |
| ---------------------------------------------------- | -------------------------- | --------------------------------------------------------- |
| 北緯90度0分 東経36度0分 / 北緯90.000度 東経36.000度  | 北極海                     |                                                           |
| 北緯80度19分 東経36度0分 / 北緯80.317度 東経36.000度 | バレンツ海                 | ビクトリア島（ ロシア）のすぐ西を通過                     |
| 北緯69度7分 東経36度0分 / 北緯69.117度 東経36.000度  | ロシア                     | コラ半島                                                  |
| 北緯66度20分 東経36度0分 / 北緯66.333度 東経36.000度 | 白海                       |                                                           |
| 北緯65度11分 東経36度0分 / 北緯65.183度 東経36.000度 | ロシア                     | ソロヴェツキー諸島                                        |
| 北緯64度59分 東経36度0分 / 北緯64.983度 東経36.000度 | 白海                       |                                                           |
| 北緯64度11分 東経36度0分 / 北緯64.183度 東経36.000度 | ロシア                     | オネガ湖を通過                                            |
| 北緯50度27分 東経36度0分 / 北緯50.450度 東経36.000度 | ウクライナ                 |                                                           |
| 北緯46度39分 東経36度0分 / 北緯46.650度 東経36.000度 | アゾフ海                   |                                                           |
| 北緯45度22分 東経36度0分 / 北緯45.367度 東経36.000度 | ウクライナ                 | クリミア半島                                              |
| 北緯45度2分 東経36度0分 / 北緯45.033度 東経36.000度  | 黒海                       |                                                           |
| 北緯41度43分 東経36度0分 / 北緯41.717度 東経36.000度 | トルコ                     |                                                           |
| 北緯36度55分 東経36度0分 / 北緯36.917度 東経36.000度 | 地中海                     | イスケンデルン湾                                          |
| 北緯36度29分 東経36度0分 / 北緯36.483度 東経36.000度 | トルコ                     |                                                           |
| 北緯35度56分 東経36度0分 / 北緯35.933度 東経36.000度 | シリア                     |                                                           |
| 北緯34度39分 東経36度0分 / 北緯34.650度 東経36.000度 | レバノン                   |                                                           |
| 北緯33度43分 東経36度0分 / 北緯33.717度 東経36.000度 | シリア                     | 約11km                                                    |
| 北緯33度37分 東経36度0分 / 北緯33.617度 東経36.000度 | レバノン                   | 約10km                                                    |
| 北緯33度32分 東経36度0分 / 北緯33.533度 東経36.000度 | シリア                     |                                                           |
| 北緯32度40分 東経36度0分 / 北緯32.667度 東経36.000度 | ヨルダン                   | アンマンのすぐ東を通過                                    |
| 北緯29度12分 東経36度0分 / 北緯29.200度 東経36.000度 | サウジアラビア             |                                                           |
| 北緯26度56分 東経36度0分 / 北緯26.933度 東経36.000度 | 紅海                       | ロッキー島（英語版）（ エジプト）のすぐ西を通過           |
| 北緯22度41分 東経36度0分 / 北緯22.683度 東経36.000度 | ハラーイブ・トライアングル | エジプトが実効支配し、 スーダンも領有権を主張             |
| 北緯22度0分 東経36度0分 / 北緯22.000度 東経36.000度  | スーダン                   |                                                           |
| 北緯12度43分 東経36度0分 / 北緯12.717度 東経36.000度 | エチオピア                 | トゥルカナ湖内にケニアとの国境がある                      |
| 北緯4度29分 東経36度0分 / 北緯4.483度 東経36.000度   | ケニア                     |                                                           |
| 南緯2度5分 東経36度0分 / 南緯2.083度 東経36.000度    | タンザニア                 |                                                           |
| 南緯11度30分 東経36度0分 / 南緯11.500度 東経36.000度 | モザンビーク               |                                                           |
| 南緯18度56分 東経36度0分 / 南緯18.933度 東経36.000度 | インド洋                   |                                                           |
| 南緯60度0分 東経36度0分 / 南緯60.000度 東経36.000度  | 南極海                     |                                                           |
| 南緯69度24分 東経36度0分 / 南緯69.400度 東経36.000度 | 南極大陸                   | ドローニング・モード・ランド（ ノルウェーが領有権を主張） |